# Johann Nikolaus Forkel
Johann Nikolaus Forkel, född 22 februari 1749, död 20 mars 1818, var en tysk musikforskare.
Forkel var från 1778 universitetets musikdirektör i Göttingen. Forkel inlade stora förtjänster som musikhistoriker och bibliograf. Av hans många arbeten märks Allgemeine Geschichte der Musik (2 band, 1788-1801, omfattar tiden till omkring 1550), Allgemeine Literatur der Musik (1792) samt Ueber J. S. Bachs Leben, Kunst und Kunstwerke (1802, nytryck 1925).  Han invaldes 1804 som ledamot av Kungliga Musikaliska Akademien i Stockholm.